# Стефан Пенев
 Тази статия е за революционера от Русе.  За революционера от Скопие, вижте Стефан Петров (революционер).  
Стефан Пенев Петров е български военен и революционер, долнопреспански войвода на Вътрешната македоно-одринска революционна организация.

## Биография
Стефан Пенев е роден през 1873 година в Русе, тогава в Османската империя. Получава основното си образование в родния град, а след това завършва подофицерска школа и служи в Пети пехотен дунавски полк. През 1900 година се присъединява към Тайното подофицерско братство. В началото на 1902 година младши подофицер Пенев напуска военна служба и с охридчанина Петруш Йовчев заминава за Македония. Установяват се в Битоля, където Пенев започва работа като столар и двамата активно участват в дейността на ВМОРО. В края на април 1902 година двамата са арестувани от турските власти, като Стефан Пенев лежи 1 година в битолския затвор и престоят му е описан от Александър Джиков така:
| „ | Въ затвора Стефанъ Пеневъ, бидейки левентъ-юнакъ, бѣше спечелилъ страхопочитанието на турцитѣ-затворници и на затворническитѣ власти и затова той и покрай него и Петрушъ прекарвали сравнително леко затворническия си животъ... | “ |

Стефан Пенев е освободен през 1903 година, но вместо да бъде екстрадиран в България, той съумява да избяга. Става четник при Георги Сугарев, а след това при Славейко Арсов. Щабът на Битолския революционен окръг назначава Стефан Пенев за войвода в Долнопреспанския район, а негов началник е Никола Кокарев. По време на Илинденско-Преображенското въстание Стефан Пенев участва във всичките сражения в района си при селата Наколец, Шаовци, Бостанджиовци, Пъпли и други.
През зимата на 1903-1904 Стефан Пенев се прибира в България с големи групи бежанци. След това липсват биографични данни за него.